# Coll de Juell (Dorres)
El Coll de Juell és una collada de muntanya situada a 1.632,5 m alt del límit dels termes comunals de Dorres i d'Enveig, tots dos de la comarca de l'Alta Cerdanya, a la Catalunya del Nord.
És a ponent de la zona meridional del terme de Dorres, a l'oest d'aquest poble i al nord-est del de Brangolí.